# Siemens-Schuckert R.I
Siemens-Schuckert R.I là một loại máy bay ném bom chế tạo ở Đức trong Chiến tranh thế giới I.

## Biến thể
Siemens-Schuckert R.I
Siemens-Schuckert R.II
Siemens-Schuckert R.III
Siemens-Schuckert R.IV
Siemens-Schuckert R.V
Siemens-Schuckert R.VI
Siemens-Schuckert R.VII

## Tính năng kỹ chiến thuật
Dữ liệu lấy từ Kroschel & Stützer 1994, p.133
Đặc điểm tổng quát
- Kíp lái: 4
- Chiều dài: 17.5 m (57 ft 5 in)
- Sải cánh: 28 m (91 ft 11 in)
- Chiều cao: 5.2 m (17 ft 1 in)
- Diện tích cánh: 138 m2 (1,490 ft2)
- Trọng lượng rỗng: 4.000 kg (8.800 lb)
- Trọng lượng có tải: 5.200 kg (11.440 lb)
- Powerplant: 3 × Benz Bz.III, 112 kW (150 hp) mỗi chiêc

Hiệu suất bay
- Vận tốc cực đại: 110 km/h (69 mph)
- Tầm bay: 520 km (325 dặm)
- Trần bay: 3.700 m (12.100 ft)

Vũ khí trang bị
- 1 × súng máy 7,9-mm
- 500 kg (1,100 lb) bom.